# Lucius Volusius Saturninus (consul suffect)
Pour les articles homonymes, voir Lucius Volusius Saturninus.
Lucius Volusius Saturninus (fl. ca. 80) était un homme politique de l'Empire romain.

## Biographie
Fils de Lucius Volusius Saturninus.
Il fut consul suffect et augure ca. 80.
Il se marie avec la fille de sa cousine germaine Licinia Cornelia Volusia Torquata, fille de Marcus Licinius Scribonianus Camerinus et de sa femme Volusia Cornelia, et fut le père de Volusia, marié avec Marcus Aquilius Regulus, fils de Lucius Aquilius Regulus et petit-fils paternel de Marcus Aquilius Regulus, et de Volusia Torquata, marié avec Lucius Pomponius Bassus.